# Pop hipnagógico
El pop hipnagógico, del inglés hypnagogic pop —también abreviado como h-pop—, es un tipo de música pop o psicodélica que evoca a la memoria cultural y la nostalgia por el entretenimiento popular del pasado (principalmente de los años 80). Surgió entre mediados y finales de la década de los 2000, cuando músicos estadounidenses de lo-fi y noise empezaron a adoptar estéticas retro de su infancia, tales como la del rock de radio, el pop new wave, el rock ligero, la música de videojuegos, el synth pop y el R&B. Sus grabaciones circulaban en casetes o blogs, y se caracterizaban especialmente por el uso de equipamiento analógico anticuado y la experimentación del «hágalo usted mismo».
El nombre del género lo acuñó el periodista David Keenan en una edición de agosto del 2009 de la revista musical The Wire para etiquetar una tendencia emergente que él describió como «música pop refractada a través del recuerdo de un recuerdo». El término se empezó a usar indistintamente de «chillwave» o «glo-fi», y ganó atención crítica por medio de artistas como Ariel Pink y James Ferraro. El género llegó a ser descrito como una actualización del siglo XXI a la psicodelia, una reapropiación a la sobresaturada cultura de masas capitalista y un «pariente estadounidense» de la hauntología británica.

## Características

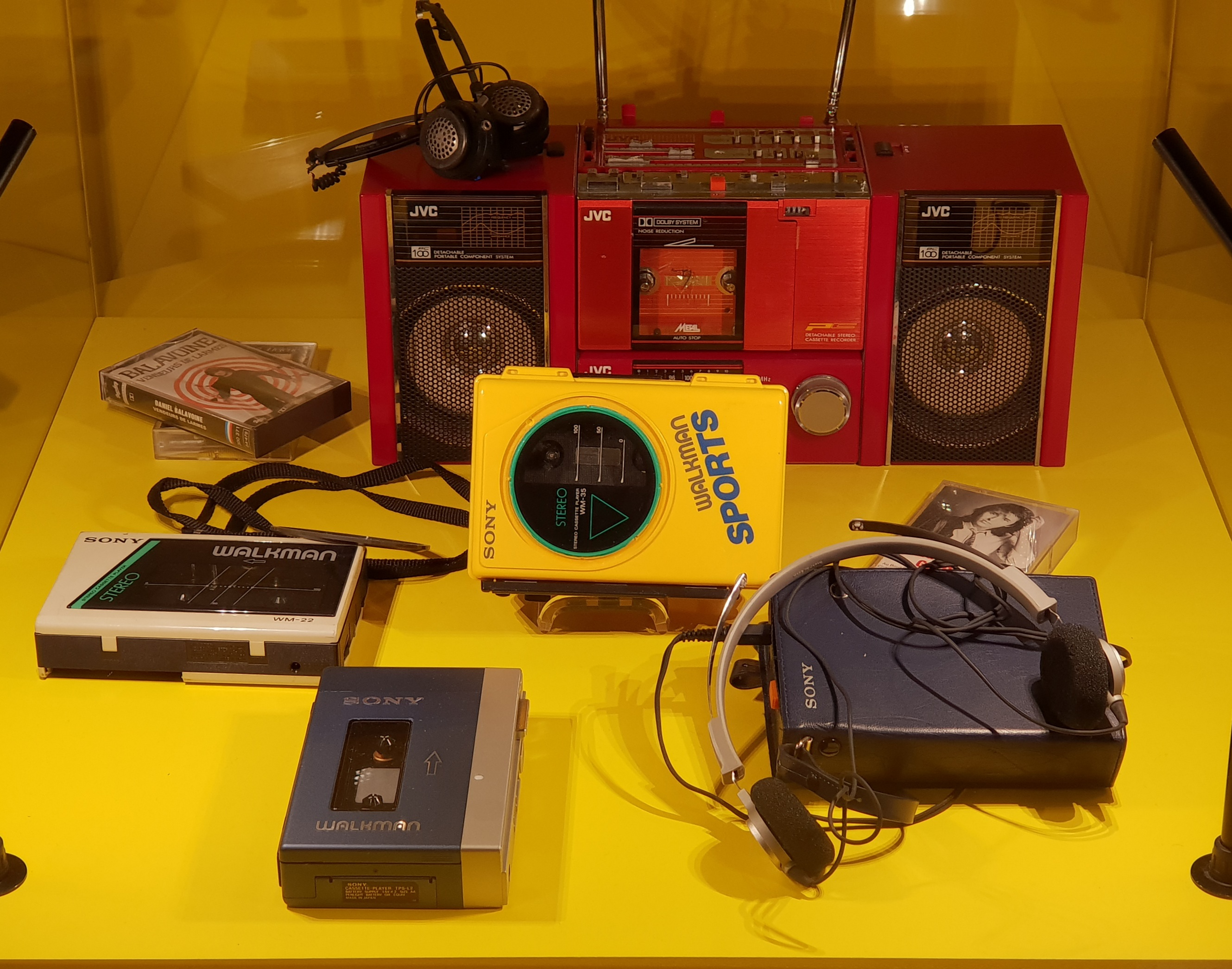
Varios reproductores de audio de la década de 1980

El pop hipnagógico es un tipo de música pop o psicodélica que se basa enormemente de la cultura y música popular de los años 1980, así como, en menor medida, los años 1970 y principios de los 1990.
Este subgénero de la música pop hace referencia a varios estilos musicales, tales como el rock de la radio, el pop new wave, los artistas de un solo éxito de MTV, la música new age, las bandas sonoras con sintetizadores de los taquillazos de Hollywood, la música lounge, el easy-listening, la música corporativa Muzak, el rock ligero «schmaltz», la música de videojuegos, y el synth pop y R&B de los 80.

## Etimología y popularidad inicial

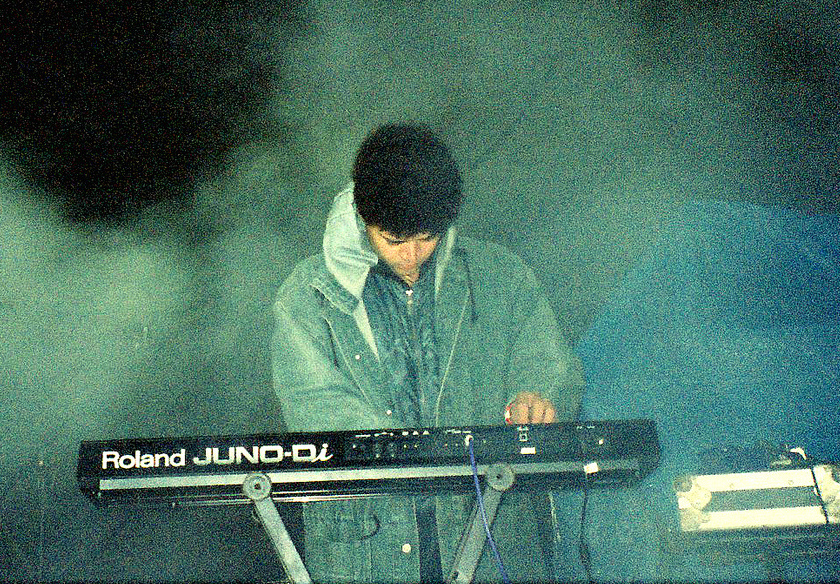
El término «hypnagogic pop» se inspiró de unos comentarios hechos por James Ferraro (aquí en 2012) y Spencer Clark.

El periodista David Keenan, conocido por escribir acerca de las escenas musicales del noise, freak folk y drone, acuñó el término «hypnagogic pop» —pop hipnagógico— en agosto de 2009, para un artículo de la revista británica The Wire. Keenan lo usó para referirse a una tendencia emergente de música lo-fi y post-noise en que los artistas empleaban elementos de la nostalgia cultural, sus recuerdos de la niñez y la tecnología de grabación anticuada. Para su nombre se inspiró en unos comentarios de los artistas James Ferraro y Spencer Clark, así como en un concepto similar del autor ruso Peter Demianovich Ouspensky, y empleó el término «hipnagógico», refiriéndose al estado psicológico «entre dormido y despierto» donde se producen alucinaciones auditivas, visuales o táctiles y que «contribuyen a la formación de los sueños».

### Chillwaveyvaporwave
La  etiqueta «chillwave», que se acuñó unos meses antes del artículo de Keenan para describir una tendencia similar a la del «pop hipnagógico», se empezó a usar inicialmente como un sinónimo. Aunque los dos estilos comparten la característica de evocar la estética de los años 1980 y 90, el sonido del chillwave es descrito como más comercial, con mayor énfasis en los hooks «cursis» y los efectos de reverberación. En una reseña contemporánea del álbum debut de la banda Neon Indian, Psychic Chasms (2009), el periodista Marc Hogan nombró al «dream-beat», «chillwave», «glo-fi», «hypnagogic pop», y «hipster-gogic pop» como términos intercambiables para la «música psicodélica que cumple una o todas las características siguientes: basada en sintetizadores, sonido casero, referencias a los años 80, orientada al casete, calentada por el sol, relajada, alabeada, difusa, emocionalmente distante, [y] ligeramente desenfocada».
Las tendencias experimentales de artistas de pop hipnagógico, como Pink y Ferraro, las amplificó rápidamente el «vaporwave», un género similar centrado en el internet. Que pese a compartir el sufijo «-wave» —en español: onda u ola—, solo se conecta vagamente al chillwave. Uno de los primeros artistas de pop hipnagógico en anticipar el vaporwave fue Sam Mehran, con su proyecto Matrix Metals y el álbum Flamingo Breeze, de 2009, cuya música construyó a partir de loops de sintetizador.

## Interpretaciones culturales
Simon Reynolds describió el pop hipnagógico como «una actualización del siglo XXI a la psicodelia» en donde la «inocencia pérdida ha sido contaminada por la cultura pop» y la hiperrealidad.